# Careproctus magellanicus
Careproctus magellanicus és una espècie de peix pertanyent a la família dels lipàrids.

## Hàbitat
És un peix marí i batidemersal que viu fins als 2.394 m de fondària.

## Distribució geogràfica
Es troba al passatge de Drake (el cap d'Hornos, la Patagònia).

## Observacions
És inofensiu per als humans.